# Olivier Grouillard
Olivier Grouillard, född 2 september 1958 i Fenouillet nära Toulouse, är en fransk racerförare. 

## Racingkarriär
Grouillard vann Franska F3-mästerskapet 1984 varefter han gick vidare till formel 3000 där han tävlade 1985-1988. Det gick inte så bra de första säsongerna men han blev tvåa i mästerskapet 1988. 
Året efter debuterade Grouillard i formel 1 för Ligier. Höjdpunkten i hans grand prix-karriär var sjätteplatsen i Frankrike 1989. Sedan körde han för ett par andra stall för därefter prova på IndyCar i USA, men framgångarna uteblev.

## F1-karriär
| Säsong | Stall/Tillverkare       | Poäng | Placering |
| ------ | ----------------------- | ----- | --------- |
| 1989   | Ligier-Ford             | 1     | 26        |
| 1990   | Osella-Ford             | 0     | –         |
| 1991   | Fondmetal-Ford AGS-Ford | 0     | –         |
| 1992   | Tyrrell-Ilmor           | 0     | –         |